# تینا نوردلوند
تینا نوردلوند (انگلیسی: Tina Nordlund؛ زادهٔ ۱۹ مارس ۱۹۷۷) بازیکن فوتبال اهل سوئد است.
از باشگاه‌هایی که در آن بازی کرده‌است می‌توان به اومئا آی‌کی اشاره کرد.
وی همچنین در تیم ملی فوتبال زنان سوئد بازی کرده‌است.